# Хохряков, Николай Фёдорович
Николай Фёдорович Хохряков (20 декабря 1920 — 12 марта 1972) — командир отделения разведки 54-го гвардейского кавалерийского полка (14-я гвардейская кавалерийская дивизия, 61-я армия, 1-й Белорусский фронт), гвардии сержант, полный кавалер ордена Славы.

## Биография
Родился в крестьянской семье в деревне Трубина Камышловского уезда Екатеринбургской губернии (ныне — Пышминский район Свердловской области).
Получил начальное образование, работал в колхозе.
В сентябре 1940 года Пышминским райвоенкоматом призван в ряды Красной армии. На фронтах Великой Отечественной войны с 22 июня 1941 года.
Стрелок 1-й роты отдельного лыжного батальона красноармеец Хохряков 23 января 1944 года первым достиг шоссе в районе населённого пункта Озаричи и броском перебрался через неё. При контратаке противника уничтожил 2-х солдат противника и занятого рубежа не оставил. Приказом по 193-й стрелковой дивизии от 30 января 1944 года он был награждён орденом Славы 3-й степени.
25 июля 1944 года гвардии сержант Хохряков с другим разведчиком пробрался в тыл противника с задачей изучить систему обороны. По выполнении задания и возвращения в своё расположение, они наткнулись на группу солдат противника. В завязавшемся бою разведчики уничтожили 5 солдат противника и захватили в плен 4-х. Приказом по 14-й гвардейской кавалерийской дивизии от 1 августа 1944 года награждён орденом Красной звезды.
Командованием полка разведчикам под командованием гвардии сержанта Хохрякова была поставлена задача разведки предмостных укреплений противника и системы огня на левом берегу реки Висла в районе города Демблин. В ночь на 28 августа разведчики под огнём противника переправились через реку и с помощью саперного инструмента проделали проходы в проволочном заграждении и сняли около 100 мин. Боевое задание было выполнено. Приказом по 14-й гвардейской кавалерийской дивизии от 25 сентября 1944 года он был награждён вторым орденом Славы 3-й степени. Указом Президиума Верховного Совета СССР от 20 декабря 1951 года он был перенаграждён орденом Славы 1-й степени.
23 января 1945 года будучи в разведке в городе Калиш (Великопольское воеводство) гвардии сержант Хохряков получил задание прочесать квартал. Выдвинувшись вперёд, он сразу же завязал бой; обнаружив в одном из домов станковый пулемёт, он гранатами уничтожил его вместе с расчётом и 5 солдат противника. Приказом по 14-й гвардейской кавалерийской дивизии от 8 февраля 1945 года он был награждён вторым орденом Красной звезды.
Гвардии сержант Хохряков по приказу командования 19 февраля 1945 года отправился на поиск подразделений противника, просочившихся в тыл подразделений РККА в населённом пункте Делитц (в настоящее время Долице). Разведчики под его командованием в указанном им районе сразу наткнулись на солдат противника и завязали с ними рукопашный бой, в результате уничтожив 10 солдат противника. Они так же обнаружили 6 пулемётных точек, которые были уничтожены артиллерийскими батареями на основании донесённых сведений. 1 марта в бою при форсировании реки Ина Хохряков был ранен, но поля боя не покинул, обнаружил танк и самоходное орудие, которые вели огонь по наступающим стрелковым подразделениям. По донесениям разведчиков они были разбиты огнём артиллерийских батарей. Приказом по войскам 1-го Белорусского фронта от 24 апреля 1945 года гвардии сержант Хохряков был награждён орденом Славы 2-й степени.
В период боев за взятие Берлина гвардии сержант Хохряков в городе Ратенов вывозил раненых бойцов на санитарной бричке. Попал в засаду, устроенную противником в одном из домов. Противник из автоматов убил 2-х лошадей. Хохряков выстрелом из фаустпатрона и гранатами разбил дом и расстрелял из автомата 4-х уцелевших солдат противника. Во дворе дома обнаружил исправную автомашину и на ней доставил раненых в санчасть. Приказом по 7-му гвардейскому кавалерийскому корпусу от 15 июня 1945 года он был награждён орденом Отечественной войны 1-й степени.
Также награждён медалями «За освобождение Варшавы» (09.06.1945), «За взятие Берлина» (09.06.1945), «За победу над Германией в Великой Отечественной войне 1941—1945 гг.» (09.05.1945).
Гвардии сержант Хохряков демобилизовался в сентябре 1945 года. Вернулся на родину.
Скончался 12 марта 1972 года. Похоронен на кладбище в деревне Четкарино.